# Supercopa Euroamericana de 2015
A Supercopa Euroamericana de 2015 foi a 1ª edição do torneio amistoso intercontinental disputado entre o campeão da Copa Sul-Americana e o campeão da Liga Europa.

## Histórico
O primeiro campeonato foi disputado entre o River Plate campeão da Copa Sul-Americana de 2014 e o Sevilla campeão da Liga Europa da UEFA de 2013–14 no dia 26 de março de 2015. O River Plate sagrou-se campeão ao vencer por 1 x 0, gol de Juan Kaprof.

## Participantes
| Clube       | Cidade       | Classificação                             | Participação |
| ----------- | ------------ | ----------------------------------------- | ------------ |
| River Plate | Buenos Aires | Campeão da Copa Sul-Americana de 2014     | 1ª           |
| Sevilla     | Sevilha      | Campeão da Liga Europa da UEFA de 2013–14 | 1ª           |

## Partida
| 26 de março | River Plate | 1 - 0     | Sevilla | Estádio Monumental de Núñez, Buenos Aires |
|             | Kaprof 83'  | Relatório |         | Público: 54,000                           |

| River Plate | Sevilla |

## Premiação
| Supercopa Euroamericana de 2015 |
| Argentina                       |
| ------------------------------- |
| River Plate Campeão (1º título) |